# توماس بوند (طبيب بريطاني)
الدكتور توماس بوند (بالإنجليزية: Thomas Bond)‏ (1841 - 1901) كان طبيب وجراح بريطاني ويعتبره البعض أول من استخدم طريقة تنميط الجاني ،  إشتهر أيضا بعلاقته بالقاتل المتسلسل جاك السفاح عام 1888.